# Tmesisternus opalescens
Tmesisternus opalescens är en skalbaggsart som beskrevs av Francis Polkinghorne Pascoe 1867. Tmesisternus opalescens ingår i släktet Tmesisternus och familjen långhorningar. Inga underarter finns listade i Catalogue of Life.